# Kurixalus eiffingeri
Kurixalus eiffingeri е вид земноводно от семейство Rhacophoridae.

## Разпространение
Видът е разпространен в Провинции в КНР, Тайван и Япония.